# Archanara liturata
Archanara liturata là một loài bướm đêm trong họ Noctuidae.